# Нотр-Дам-дю-О
Каплиця Нотр-Дам-дю-О (фр. Notre-Dame-du-Haut, «Діва Марія на Горі»), також відома як каплиця Роншам, розташована у містечку Роншам на узвишші Вогези в департаменті Верхня Сона, Франція.

## Передумови створення

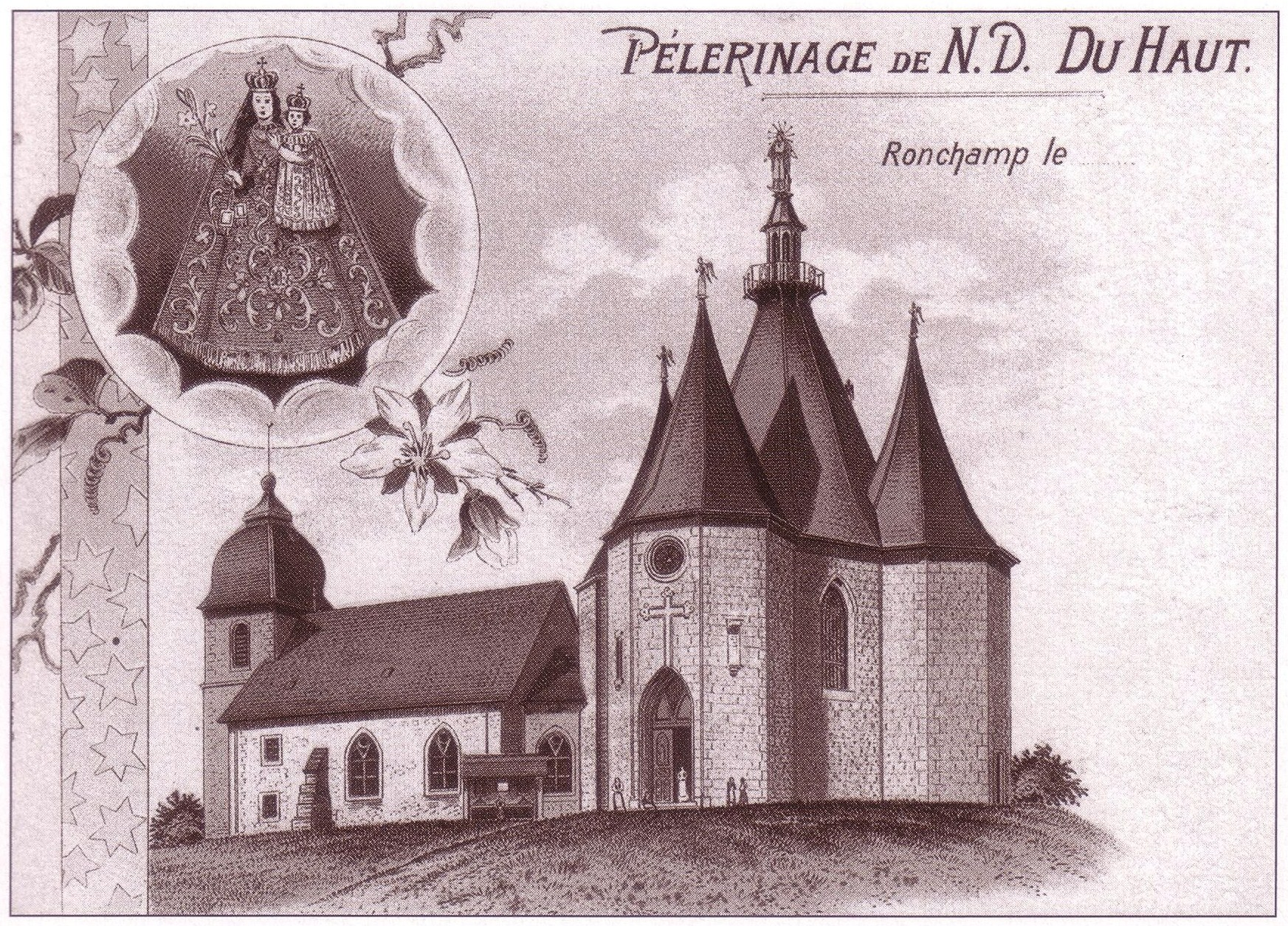
Вигляд каплиці на 1913 р. до її руйнації

За твердженнями істориків, на горі було капище кельтів. Письмові джерела доводять, що християнська церква на горі існувала з XI століття. В середині XVIII ст. за наказом короля Луї XV в поселенні вибудували церкву Нотр-Дам-дю-Ба на відміну від каплиці на горі Нотр-Дам-дю-О, яка з тої пори виконувала роль каплиці. Під час французької революції кінця XVIII ст. радикально налаштовані революціонери каплицю на горі закрили і продали приміщення купцю. Останній використовував порожнє приміщення як склад для фуражу. Після закінчення революційного та наполеонівського періодів сорок місцевих родин зібрали гроші і викупили приміщення. З тої пори каплиця на горі перебувала у приватній власності. Вівтарну частину каплиці на горі радикально перебудували. І 1857 року вівтар постав у вигляді кам'яної корони. Високу центральну частину облямовували чотири менші вежі із дахами-шатро, а центральний, найвищий дах, вінчала скульптура Богородиці. Реконструкція не була доведена до кінця, бо в церковної громади закінчилися кошти до 1864 року. В серпні 1913 року каплиця, не захищена блискавковідвідом, згоріла під час буревію. Громада назбирала кошти і в період 1923–1926 рр. було вибудоване довгасте приміщення нової каплиці в стилі неоготики. В роки 2-ї світової війни на горі облаштували військовий пункт спостережень. У вересні 1944 року від час артилерійського обстрілу неоготична споруда також була поруйнована.

## Ініціатор і архітектор

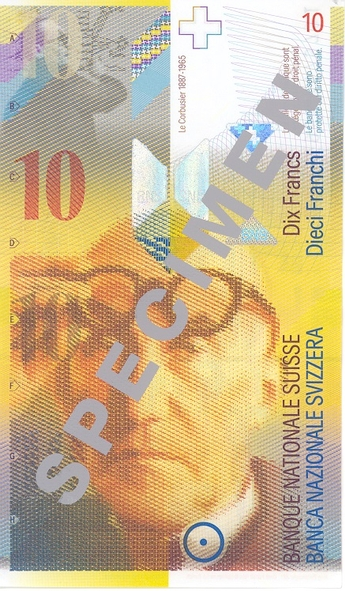
Обличчя Ле Корбюзьє на банкноті в 10 франків

Нову церкву забажав мати священик П'єр-Алєн Кутюр'є, відомий тим, що давав замовлення художникам-модерністам Марку Шагалу та Анрі Матіссу. Він звернувся з пропозицією до архітектора Ле Корбюзьє(1887—1965), цілком слушно вважаючи, що той зробить щось незвичне.
Ле Корбюзьє дивував прозорими фасадами, вільним плануванням (де мешканець кочував по інтер'єрах), використанням занадто вільних або спрощених архітектурних форм-образів. До замовлення будувати каплицю в провінції віднісся скептично, хоча він був автором декількох модерністських вілл під Парижем. До того ж Ле Корбюзьє не був релігійною людиною, будівництво церков його не приваблювало. Корбюзьє все ж виїхав у Вогези і роздивився місцевість. Почалися перемови. Архітектор брався за проектування і будівництво за умов невтручання католицької церкви Франції в проектування і архітектор абсолютно відхиляв диктат, що і як йому робити.

## Пошуки нової форми
Корбюзьє залишався прихильником спрощених форм мінімалізму і прямих кутів. Але повністю ігнорувати багаті традиції храмового будівництва Франції, що дала романіку романський стиль і готику, не міг. До того ж, йому набридли докори про прямокутний ідіотизм його проектів.
Аби довести оточенню і громаді, що він може працювати також із пологими, хвилястими, гнучкими формами, такими приємними і розповсюдженими в природі, береться саме за них. Форму гнучкого і хвилястого даху архітектору навіяла мушля, яку той підібрав на морському пляжі Лонг-Айленду, США. Робив він і моделі майбутньої каплиці, тільки з піску, де шукав нові і гнучкі форми. Матеріалом для каплиці обрав бетон. Частина стін виконана з каменю. Це залишки поруйнованої каплиці, будівельні матеріали якої розібрали та використали вдруге.

## Каплиця Роншам
Її побудували на горі, і вона непогано вписана в місцевість. У поселення є власна церква під горою, і саме її дзвіниця панує в силуеті поселення, а не модернові і не всім приємні форми споруди Ле Корбюзьє.
Інтер'єр каплиці вирізняється простором і мінімалізмом із кам'яним вівтарем та скульптурою Мадонни. Каплиця у великі свята не вміщає всіх паломників. Тому зроблено вівтар просто неба, аби проводити служби зовні. Аби додати містичного і духовного, архітектор розпочав гру з освітленням. Південна стіна каплиці прикрашена вікнами різного розміру, що пропускають у приміщення вузькі пасма сонячного світла. Це продовжує традицію гри з ним в історичних храмах Франції дороманського і романсько-готичних стилів.

## Дзвіниця

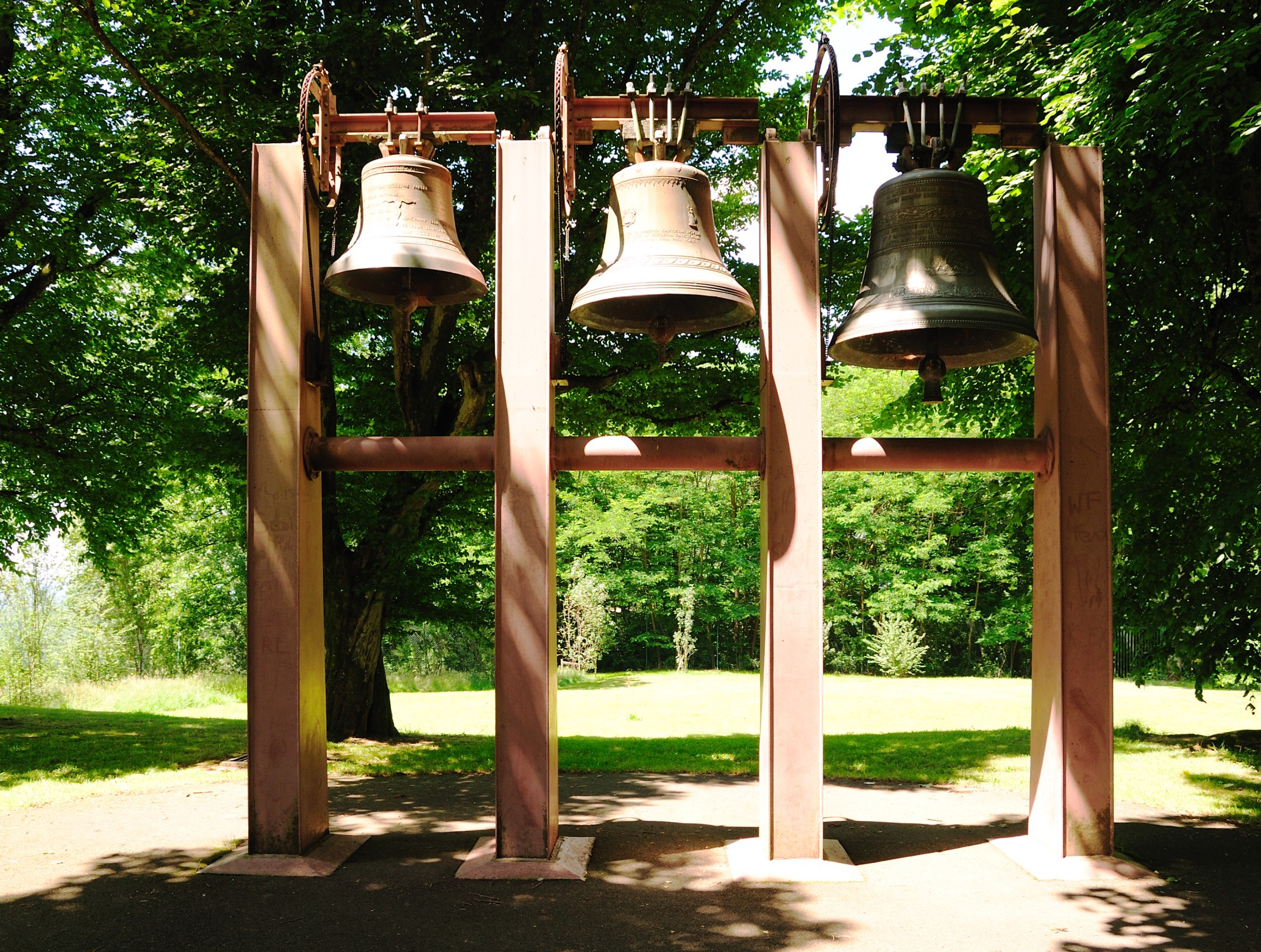

Архітектор не передбачав окремої дзвіниці. За його проектом тут планувалась електрична система дзвонів, але її так ніколи і не облаштували. До створення дзвіниці підійшли по-сільські, адже випадково були збережені два дзвони ще з довоєнного періоду. На 20-річні роковини з дня освячення каплиці Корбюзьє тут створили невелику і незграбну конструкцію, що і замінила реальну дзвіницю. Діють три дзвони, останній додано до збережених. Дзвони присвятили дружині та матері архітектора. За католицькою традицією у дзвін не б'ють билом, а розхитують сам дзвін, цей механізм діє і там.

## Галерея

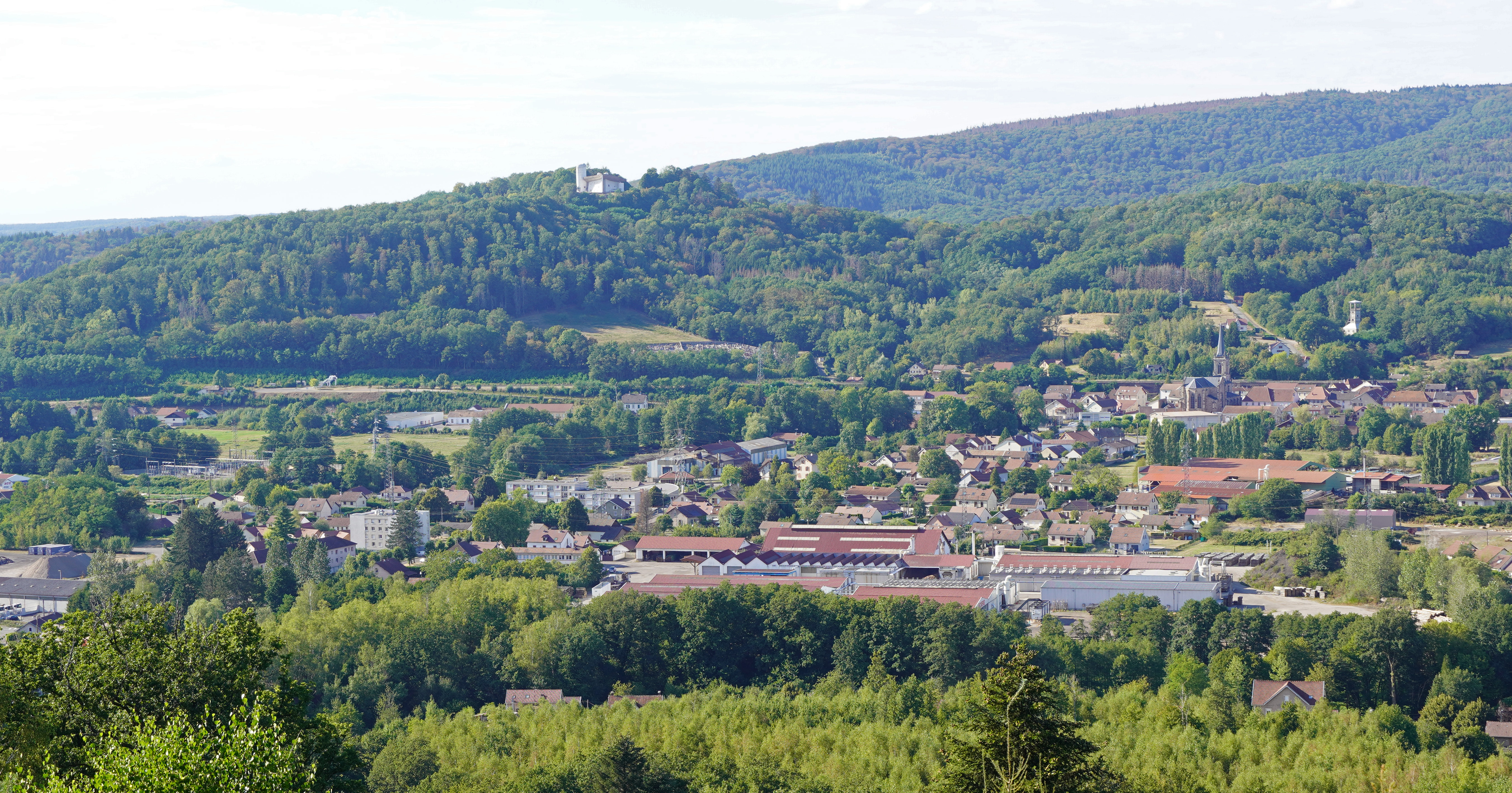
Панорама містечка з каплицею на горі